# فرایبرگ (ناحیه)
فرایبرگ (به آلمانی: Landkreis Freiberg) یک ناحیه در آلمان است که در زاکسن واقع شده‌است. فرایبرگ  ۱۵۱٬۶۰۰ نفر جمعیت دارد.